# 2,4,5-Trichlorophénol
Le 2,4,5-trichlorophénol est l'un des isomères du trichlorophénol. 

## Propriétés
D'après la base de données GESTIS.

Le 2,4,5-trichlorophénol est un solide cristallin incolore avec une odeur similaire au phénol. Il est peu soluble dans l'eau (1,2 g·l-1), mais soluble dans les solvants organiques apolaires (hydrocarbures). Il tend à se décomposer, de façon explosive, quand il est chauffé, produisant des composés toxiques organochlorés, dibenzofuranes et dibenzo-p-dioxine. Il réagit de façon dangereuse en présence d'ammoniac, d'oxydants et d'eau.

## Utilisation
Le 2,4,5-trichlorophénol est utilisé pour la préparation d'hexachlorophène, d'acide 2,4,5-trichlorophénoxyacétique et autres dérivés.